# BMP

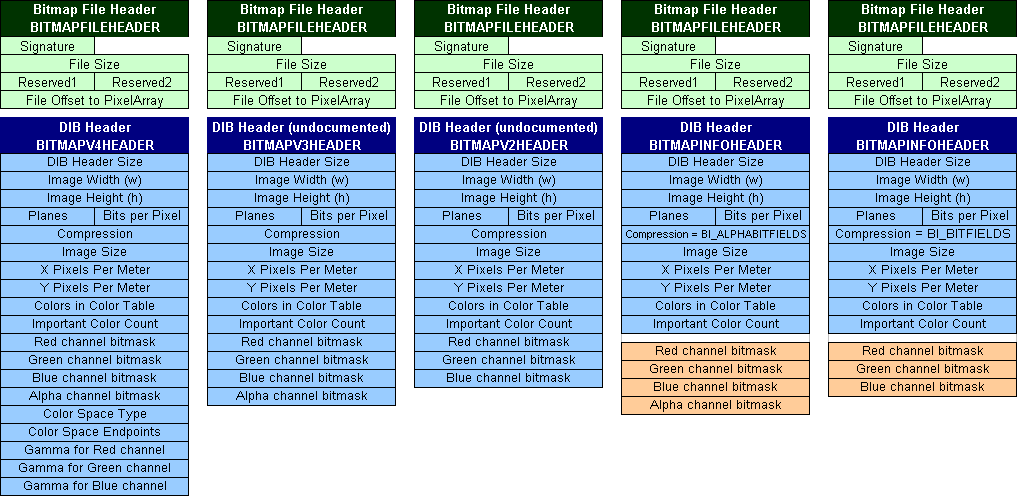
Header của Window Bitmap

Trong đồ họa máy vi tính, BMP, còn được biết đến với tên tiếng Anh khác là Windows bitmap, là một định dạng tập tin hình ảnh khá phổ biến. Các tập tin đồ họa lưu dưới dạng BMP thường có đuôi là .BMP hoặc .DIB (Device Independent Bitmap).
Các thuộc tính tiêu biểu của một tập tin ảnh BMP (cũng như file ảnh nói chung) là
- số bit trên mỗi điểm ảnh (bit per pixel), thường được ký hiệu bởi n. Một ảnh BMP n-bit có {\displaystyle 2^{n}} màu. Giá trị n càng lớn thì ảnh càng có nhiều màu, và càng rõ nét hơn. Giá trị tiêu biểu của n là 1 (ảnh đen trắng), 4 (ảnh 16 màu), 8 (ảnh 256 màu), 16 (ảnh 65536 màu) và 24 (ảnh 16 triệu màu). Ảnh BMP 24-bit có chất lượng hình ảnh trung thực nhất.
- chiều cao của ảnh (height), cho bởi điểm ảnh (pixel).
- chiều rộng của ảnh (width), cho bởi điểm ảnh.

Cấu trúc tập tin ảnh BMP bao gồm 4 phần
- Bitmap Header (14 bytes): giúp nhận dạng tập tin bitmap.
- Bitmap Information (40 bytes): lưu một số thông tin chi tiết giúp hiển thị ảnh.
- Color Palette (x/8 bytes), x là số màu của ảnh: định nghĩa các màu sẽ được sử dụng trong ảnh.
- Bitmap Data: lưu dữ liệu ảnh.

Đặc điểm nổi bật nhất của định dạng BMP là tập tin hình ảnh thường không được nén bằng bất kỳ thuật toán nào. Khi lưu ảnh, các điểm ảnh được ghi trực tiếp vào tập tin - một điểm ảnh sẽ được mô tả bởi một hay nhiều byte tùy thuộc vào giá trị n của ảnh. Do đó, một hình ảnh lưu dưới dạng BMP thường có kích cỡ rất lớn, gấp nhiều lần so với các ảnh được nén (chẳng hạn GIF, JPEG hay PNG).
Định dạng BMP được hỗ trợ bởi hầu hết các phần mềm đồ họa chạy trên Windows, và cả một số ứng dụng chạy trên MS-DOS. Ngay từ Windows 3.1, Microsoft đã cho ra đời phần mềm PaintBrush, một phần mềm hỗ trợ vẽ hình ảnh đơn giản và lưu hình ảnh được vẽ dưới dạng BMP 16 hay 256 màu. Tuy nhiên, do kích thước tập tin ảnh BMP quá lớn, định dạng BMP không phù hợp để trao đổi hình ảnh qua mạng Internet (do hạn chế về tốc độ truyền dữ liệu). Do đó, các trang web thường sử dụng ảnh dạng GIF, JPEG hay PNG. Các định dạng này hỗ trợ các thuật toán nén hình ảnh, vì vậy có thể giảm bớt kích cỡ của ảnh.